# Ipomoea muricata
Ipomoea muricata es una especie fanerógama de la familia Convolvulaceae.

## Clasificación y descripción de la especie
Enredadera herbácea, trepadora, voluble, anual, glabra o glabrada; tallo largo, ramificado; hoja ovada u orbicular, de 7 a 18 cm de largo, de 6 a 15 cm de ancho, ápice acuminado; inflorescencias con 1 a 3(5) flores; sépalos subiguales, oblongos a ovados, de 6 a 8 mm de largo, los exteriores gruesamente aristados, glabros; corola subhipocraterimorfa, de 5 a 8 cm de largo, blanquecina a violácea, purpúrea en la garganta; el fruto es una cápsula ovoidea, de 18 a 20 mm de largo, con 4 semillas, de 8 a 9.5 mm de largo, glabra.

## Distribución de la especie
Especie de distribución pantropical debido a su cultivo como planta ornamental. En México se le ha registrado en la Depresión del Balsas, en la región de la costa y en la Sierra Madre del Sur, en los estados de Baja California, Sonora, Chihuahua, Michoacán, Guerrero y en Sudamérica, Asia, Filipinas y Tanzania.

## Ambiente terrestre
Se desarrolla en bosque tropical caducifolio y en zonas transicionales entre éste y el encinar. Prospera entre 500 y 1200 m de altitud. Florece de agosto a octubre.

## Estado de conservación
No se encuentra bajo ningún estatus de protección.

## Nombres comunes
En El Salvador se conocen como pinito.